# Свети Илия (Сяр)
„Свети Илия“ (на гръцки: Ιερός Ναός Προφήτου Ηλιού) е православна църква в източномакедонския град Сяр (Серес), Егейска Македония, Гърция, енорийски храм на Сярската и Нигритска епархия на Вселенската патриаршия.

## История
Църквата е разположена на улица „Профитис Илияс“ № 13, в югоизточната част на града. Построена е в 1883 година в преобладаващо турската и еврейска Арамбаджи махала, въпреки съпротивата на местните мюсюлмани. В 1923 година в махалата се заселват гърци бежанци от Турция, които в 1924 – 1927 година издигат голяма камбанария за църквата. Храмът е обновяван отвътре и отвън няколко пъти. В 1978 година е изградена женска църква и е пристроен нартекс и е направен мозаечен под. В 1986 година са подменени дървените колони и покривът. Стените от камък и кал са изградени наново, а подът е покрит с мрамор. В архитектурно отношение е трикорабна базилика с по-висок среден кораб – 11 m. Трите кораба са разделени с по пет двойки колони, които оформят 10 арки. Осветлението става през 18 сводести и 2 тройни прозореца. Храмът има ценен оригинално резбован иконостас с размери 13,5 на 5,2 m. Красиви също са амвонът и проскинитариите. От 1883 година са и големите бронзови свещници и осемте големи икони на иконостаса. Всички вътрешни повърхности са изписани във византийски стил от братята Влахос и Андонис Ладияс в 1990 – 1995 година.